# Niniew
Niniew (daw. także Niniewo, Nieniewo) – wieś w Polsce położona w województwie wielkopolskim, w powiecie pleszewskim, w gminie Chocz.

## Położenie
Niniew leży nad dolną Prosną, na prawym jej brzegu, na skraju Równiny Rychwalskiej. Wieś zajmuje powierzchnię 455 ha. W latach 1975–1998 miejscowość administracyjnie należała do województwa kaliskiego. Obecnie jest jedną z dwunastu wsi należących do gminy Chocz.

## Historia
Według źródeł pisanych z 1579 roku Niniew należał do Nieniewskich herbu Nałęcz. Gniazdo tego rodu wzmiankowane było już w 1352 roku. W roku 1618 wieś należała do Zygmunta Suchorzewskiego, w 1789 do Kazimierza Lipskiego. W 1793 Niniew znalazł się pod zaborem pruskim, zaś do 1815 w granicach Kongresówki, a więc pod zaborem rosyjskim. Na Prośnie przebiegała granica pomiędzy Wielkim Księstwem Poznańskim a Imperium Rosyjskim. W pobliskim Czołnochowie znajdowała się komora celna ze stacjonującym oddziałem Kozaków. W 1827 wieś zamieszkiwało 145 mieszkańców. W 1864 Niniew przynależał do gminy Olesiec, zamieszkiwało go wówczas 164 mieszkańców. Po uwłaszczeniu carskim w 1865 chłopi z Niniewa, w ramach protestu ze względu na niesprawiedliwe potraktowanie, uniemożliwiali dziedzicowi uprawę ziemi, która odpadła od wsi podczas parcelacji. Przywódców protestu aresztowano.
Na początku XIX majątek w Niniewie należał do Franciszka Stanisława Lubańskiego. Kolejnym właścicielem majątku w Niniewie była częściowo spolonizowana rodzina Pedów. Po odzyskaniu niepodległości w 1918 wieś należała administracyjnie do gromady Chocz w powiecie kaliskim, w województwie łódzkim. Przed II wojną światową Alfred Peda i jego syn Jerzy byli więzieni w Berezie Kartuskiej, zaś syn Otto służył w Wojsku Polskim w stopniu oficera. Pedowie założyli OSP we wsi, wznosząc na własnym gruncie pierwszą drewnianą remizę w 1930.
Wojska niemieckie zajęły Niniew (przemianowany na Langenstein) 4 września 1939. Jak cała gmina wieś została wcielona do Kraju Warty. 17 mieszkańców Niniewa brało udział w kampanii wrześniowej, trzech zginęło, jeden został zamordowany w niemieckim obozie koncentracyjnym. W czasie okupacji wysiedlono niektórych Polaków, sprowadzając na ich miejsce Niemców. Polacy zmuszeni byli do zatrudnienia się w gospodarstwach niemieckich, w przeciwnym razie groziła im wywózka na roboty do Rzeszy. Mężczyzn wcielano też do Wehrmachtu. Kwileń został wyzwolono w styczniu 1945 roku.
W 1945 rozparcelowano majątek rodziny Pedów. W dworze zamieszkali dotychczasowi pracownicy majątku. Z czasem dwór, czworaki  i inne zabudowania rozebrano; dużą oborę w 1977. Do dziś zachował się jedynie spichlerz z 1875 roku. W 1961 wieś została zelektryfikowana. Pod koniec lat 60. położono drogę asfaltową. Niniew jest wsią sołecką.

## Turystyka
Za Domem Strażaka znajduje się zabytkowy spichlerz, jedyna pozostałość po zabudowie dworskiej. W pobliżu pomnikowe dęby szypułkowe (jako pomnik od 1999 roku). Zachował się większy zespół domów chłopskich z przełomu XIX i XX wieku.

## Transport drogowy
- 442 – droga wojewódzka od północnego zachodu prowadząca przez Pyzdry do Wrześni (gdzie łączy się z drogą krajową nr 92), a od południowego wschodu przez Chocz do Kalisza (gdzie łączy się z drogą krajową nr 12 i drogą krajową nr 25).